# روني إل. بوين
روني إل. بوين (بالإنجليزية: Rooney L. Bowen)‏ هو سياسي أمريكي، ولد في 25 يوليو 1933 في مقاطعة دوولي في الولايات المتحدة، وتوفي في 3 مارس 2016 في كورديل في الولايات المتحدة. حزبياً، نشط في الحزب الجمهوري. وقد انتخب عضو مجلس نواب جورجيا.